# 東弗拉特羅克 (北卡羅萊納州)
東弗拉特羅克（英語：East Flat Rock）是位於美國北卡羅萊納州亨德森縣的普查規定居民點。

## 人口
根據2020年美國人口普查的數據，東弗拉特羅克的面積為11.11平方千米，當中陸地面積為11.08平方千米，而水域面積為0.03平方千米。當地共有人口5757人，而人口密度為每平方千米518.18人。